# Encopella
Encopella é um género botânico pertencente à família Plantaginaceae. Tradicionalmente este gênero era classificado na família das Scrophulariaceae.

## Sinonímia

### Espécie
Encopella tenuifolia

## Nome e referências
Encopella Pennell